# Cymatium ranzanii
Cymatium ranzanii (nomeada, em inglês, Ranzani's triton) é uma espécie de molusco gastrópode marinho, encontrada no oeste do oceano Índico, pertencente à família Cymatiidae. Foi classificada por Giovanni Giuseppe Bianconi, em 1850, com a denominação de Triton ranzanii (no gênero Triton) e seu holótipo fora coletado por G. Fornasini em Moçambique, África Oriental.

## Descrição da concha
Conchas de 12 até 25 centímetros de comprimento, quando desenvolvidas, com coloração de creme a castanha, ou castanho-avermelhada, esculpidas por um suave relevo de cordões espirais nítidos, com tonalidade mais clara; dotadas de mais de uma variz, 5 ao todo, e com o lábio externo bem engrossado ou amplo, geralmente, sulcado de manchas castanhas e brancas. Espiral mais ou menos alta, com 7 a 8 voltas. Apresentam um opérculo castanho, menor que sua ampla abertura. É característica a presença de duas manchas castanhas, bem escuras, na área da columela.

## Distribuição geográfica e habitat
Esta espécie está distribuída pelo Índico, na África Oriental até o mar Vermelho e mar Arábico, nas costas de Moçambique até Somália e Omã. Ocorre em bentos da zona nerítica.

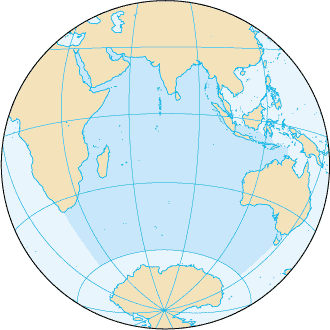
A espécie C. ranzanii ocorre no oceano Índico Ocidental.

## Redescoberta
Segundo texto publicado no American Museum Novitates (número 2108), pelo Museu Americano de História Natural, em Nova Iorque, no dia 10 de outubro de 1962, Cymatium ranzanii estava na categoria de espécie "perdida há muito tempo", até um espécime ser coletado, em 1961, por K. J. Grosch, mergulhador e colecionador de Moçambique, África Oriental; redescobrindo o paradeiro de um táxon bem definido na literatura malacológica faz mais de 100 anos, mas que não fora relatado desde 1850. A publicação The Veliger, em artigo científico de outubro de 1979, narra a redescoberta do seu holótipo, coletado por G. Fornasini, em museu da Universidade de Bolonha.